# Босна и Херцеговина на Зимским олимпијским играма 1998.
Босна и Херцеговина је други пут учествовала на Зимским олимпијским играма у Нагану (Јапан) са 8 спортиста, 7 мушкараца и једна жена, који су се такмичили у 3 спорта у 8 дисциплина.
Заставу на свечаном отварању носио је такмичар у боб возач Марио Фрањић, најстарији такмичар (35 год. и 335 дана) Босне и Херцеговине на овим играма.
Најмлађи такмичар био је такође боб возач Един Крупалија са тек напуњеном 21. годином.
Такмичари Босне и Херцеговине на овим Играма нису освојили ниједну медаљу.

### Спортисти Босне и Херцеговине по дисциплинама
| Спорт          | Мушкарци | Жене | Укупно |
| -------------- | -------- | ---- | ------ |
| Алпско скијање | 1        | 1    | 2      |
| Боб            | 5        | 0    | 5      |
| Санкање        | 1        | 0    | 1      |
| Укупно (3)     | 7        | 1    | 8      |

## Резултати по дисциплинама

### Алпско скијање
| Такмичар          | Дисциплина        | 1. трка                | 1. трка                | 2. трка                | 2. трка                | Укупно                 | Укупно                 | Бр. так. |
| Такмичар          | Дисциплина        | Време                  | Пласман                | Време                  | Пласман                | Време                  | Пласман                | Бр. так. |
| ----------------- | ----------------- | ---------------------- | ---------------------- | ---------------------- | ---------------------- | ---------------------- | ---------------------- | -------- |
| Аријана Борас     | Супервелеслалом Ж |                        |                        | 1:24,48                | 39                     | 1:24,48                | 39                     | 41 (43)  |
| Аријана Борас     | Велеслалом Ж      | Није завршила 1. вожњу | Није завршила 1. вожњу | Није завршила 1. вожњу | Није завршила 1. вожњу | Није завршила 1. вожњу | Није завршила 1. вожњу | 24 (56)  |
| Енис Бећирбеговић | Спуст М           |                        |                        | 1:53,47                | 21                     | 1:53,47                | 21                     | 28 (43)  |
| Енис Бећирбеговић | Супервелеслалом М |                        |                        | 1:37,58                | 22                     | 1:37,58                | 22                     | 37 (45)  |
| Енис Бећирбеговић | Велеслалом М      | 1:26,15                | Није завршио 2. вожњу  | Није завршио 2. вожњу  | Није завршио 2. вожњу  | Није завршио 2. вожњу  | Није завршио 2. вожњу  | 36 (62)  |

## Боб
| Такмичари                                                    | Дисциплина | Резултат | Резултат | Резултат | Резултат | Резултат | Резултат | Резултат | Резултат | Укупнпо | Укупнпо      |
| Такмичари                                                    | Дисциплина | 1. вожња | Пласман  | 2. вожња | Пласман  | 3. вожња | Пласман  | 4. вожња | Пласман  | Укупно  | Пласман      |
| ------------------------------------------------------------ | ---------- | -------- | -------- | -------- | -------- | -------- | -------- | -------- | -------- | ------- | ------------ |
| Зоран Соколовић Огњен Соколовић                              | Двосед     | 57,36    | 38       | 56,62    | 31       | 56,32    | 29       | 56,31    | 30       | 3:46,61 | 31 / 36 (38) |
| Зоран Соколовић Нихад Мамелеџија Един Крупалија Марио Фрањић | Четворосед | 55,26    | 26       | 55,11    | 25       | 55,30    | 25       |          |          | 2:45,67 | 25 / 31 (32) |

## Санкање
| Такмичар         | Дисциплина | 1 вожња  | 1 вожња | 2 вожња  | 2 вожња | 3 вожња  | 3 вожња | 4 вожња  | 4 вожња | Укупно   | Пласман |
| Такмичар         | Дисциплина | Резултат | Пласман | Резултат | Пласман | Резултат | Пласман | Резултат | Пласман | Укупно   | Пласман |
| ---------------- | ---------- | -------- | ------- | -------- | ------- | -------- | ------- | -------- | ------- | -------- | ------- |
| Исмар Биоградлић | Једносед М | 51,252   | 25      | 51,170   | 25      | 51,384   | 24      | 51,363   | 24      | 3:25,169 | 23 / 34 |